# Eine hohle Bar
Eine hohle Bar (Originaltitel: Raising the Bar) ist die neunte Folge der 16. Staffel und damit die 232. Episode der Serie South Park. Regie führte Trey Parker, der zusammen mit Kenny Hotz auch das Drehbuch schrieb. Sie gewann im Jahre 2012 den Primetime Emmy Award in der Kategorie „Bestes animiertes Programm (weniger als eine Stunde)“. Es ist die insgesamt zehnte Folge von South Park, die für einen Emmy nominiert und die fünfte Folge, die mit einem Emmy ausgezeichnet wurde.

## Handlung
Nach einem Einkauf im Walmart akzeptiert Eric Cartman seine Fettleibigkeit. Zur Überraschung seiner Mitschüler besorgt sich Cartman wegen krankhaftem Übergewicht ein Elektromobil auf Kosten der Krankenversicherung und verlangt in der Schule, im Supermarkt und im Haus von Kyle Broflovski barrierefreie, behindertengerechte Toiletten. 
Cartman erklärt den Jungs, dass ihn ein Elektromobil noch nicht zu „White Trash“ wie Alana „Honey Boo Boo“ Thompson mache. Kyle sieht zum ersten Mal Ausschnitte von Hier kommt Honey Boo Boo und ist schockiert. Er erklärt Stan, dass irgendwann „die Messlatte“ für sozial akzeptables Verhalten gesunken sein müsse. Cartman nutzt seine vorgebliche Behinderung schamlos aus.
Kyle und Token drehen einen Dokumentarfilm über Cartman. Während Kyle vor den Gefahren von Übergewichtigkeit warnen will, ist das Ziel von Token, eine kommerzielle Doku-Soap im Stil von Hier kommt Honey Boo Boo zu produzieren. 
Währenddessen sucht Regisseur und Tiefsee-Forscher James Cameron in einem U-Boot nach der tiefer gesunkenen Messlatte.
Als Cartman erfährt, dass die erste Folge der Serie mit ihm als Reality-Star eine etwas geringere Einschaltquote als die zeitgleich ausgestrahlte Episode von Hier kommt Honey Boo Boo erzielt hat, fordert er Honey Boo Boo zum Spaghetti-Schlammcatchen heraus. Der Kampf wird während eines Fundraisers zur Bekämpfung von Adipositas unter Schirmherrschaft von Michelle Obama auf dem Südrasen des Weißen Hauses ausgetragen.
Als zeitgleich James Cameron „die Messlatte“ findet und sie nach einem Kampf mit dem Musical-Komponisten Randy Newman bergen kann, verlieren die Zuschauer das Interesse am Schlammcatchen. Michelle Obama ohrfeigt Cartman und zerstört sein Elektromobil.